# Knekt (valör)

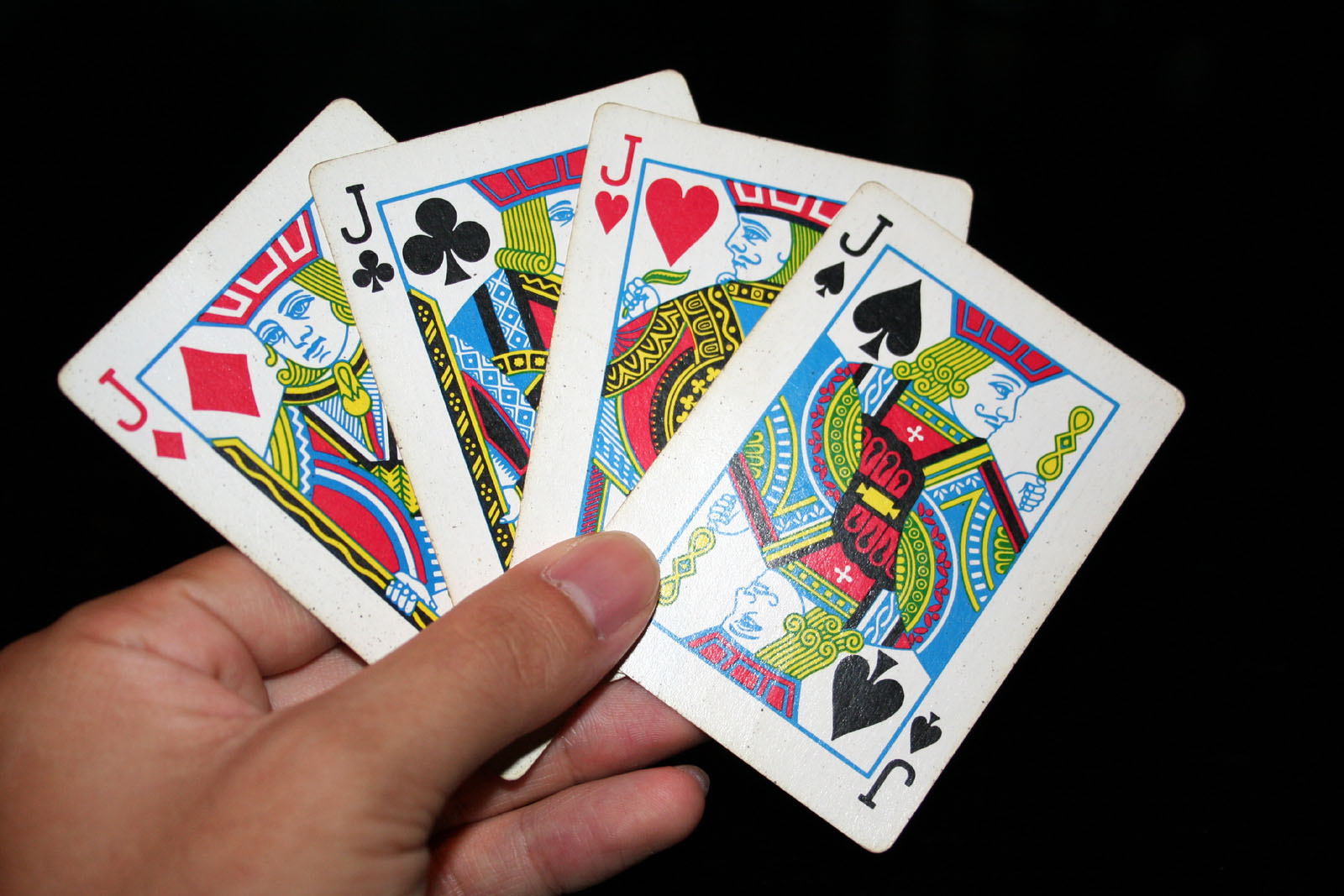
Knektar

Knekt är en av de tretton valörerna i en vanlig standardkortlek. Enligt normal rangordning är knekten högre än tian men lägre än damen, och är således det lägsta klädda kortet.
På svenska betecknas knekten Kn, vilket även var den gamla brittiska beteckningen (då för Knave), men ofta används den amerikanska beteckningen J (för Jack). På franska betecknas kortet V (för Valet).
I den franska kortleken representeras de fyra knektarna av Étienne de Vignolles (hjärter), Hektor (ruter), Holger Danske (spader) och Lancelot (klöver)

## Exempel från en fransk traditionell kortlek

Spader knekt: Ogier
Hjärter knekt: La Hire
Ruter knekt: Hektor
Klöver knekt: Lancelot